# Ордруф
О́рдруф (нем. Ohrdruf) — небольшой город в Тюрингии (Германия), неподалёку от Веймара. Население 6037 человек (на начало 2005).

## История
История Ордруфа восходит к бенедиктинскому монастырю, который был основан здесь в 724 г. англо-саксонскими монахами под предводительством св. Бонифация, христианизатора немцев и фризов.
В 1695 г. Иоганн Себастьян Бах, осиротев, переехал сюда на попечение старшего брата Иоганна Кристофа. Бах работал в церкви св. Михаила; через 5 лет, 15 марта 1700, он покинул город. Эта церковь пережила пожар в 1753 и была восстановлена, но в результате бомбардировки в 1945 г. она была полностью уничтожена.
В 1938 году для обслуживания OKW во время Судетского кризиса здесь был построен подземный узел связи, в дальнейшем оставшийся невостребованным и не использовавшийся до окончания Второй мировой войны.
Ордруфский лагерь смерти стал первым концлагерем, освобождённым американскими войсками во время Второй мировой войны (4 апреля 1945). Немецкий историк Райнер Карлш в своей книге, изданной в 2005 году, пишет, что Ордруф мог быть одним из двух мест, где нацисты проводили эксперименты в рамках ядерного проекта, убивая пленных под надзором СС, но это предположение не разделяется многими другими историками.

## Достопримечательности
Ранее, в Ордруфе находилась масса зданий, времён Кайзера Вильгельма II (располагались на территории советского военного гарнизона), такие как: Offizierskasino, Trafohäuschen, Postgebäude, Theater. Все эти исторические здания были снесены после вывода советских войск.

## Ордруфский военный полигон
Ордруфский военный полигон основан в 1906 году и в разное время использовался по своему прямому назначению — обучению войск. Только войска эти были разные. Сначала — войска Германии, Вермахта, затем — советские войска ГСВГ после раздела Германии, а с 1991 года — войска Бундесвера. Полигон закрыт для свободного доступа. Сохранилась уникальная, не тронутая за последние 65 лет человеком, природа.

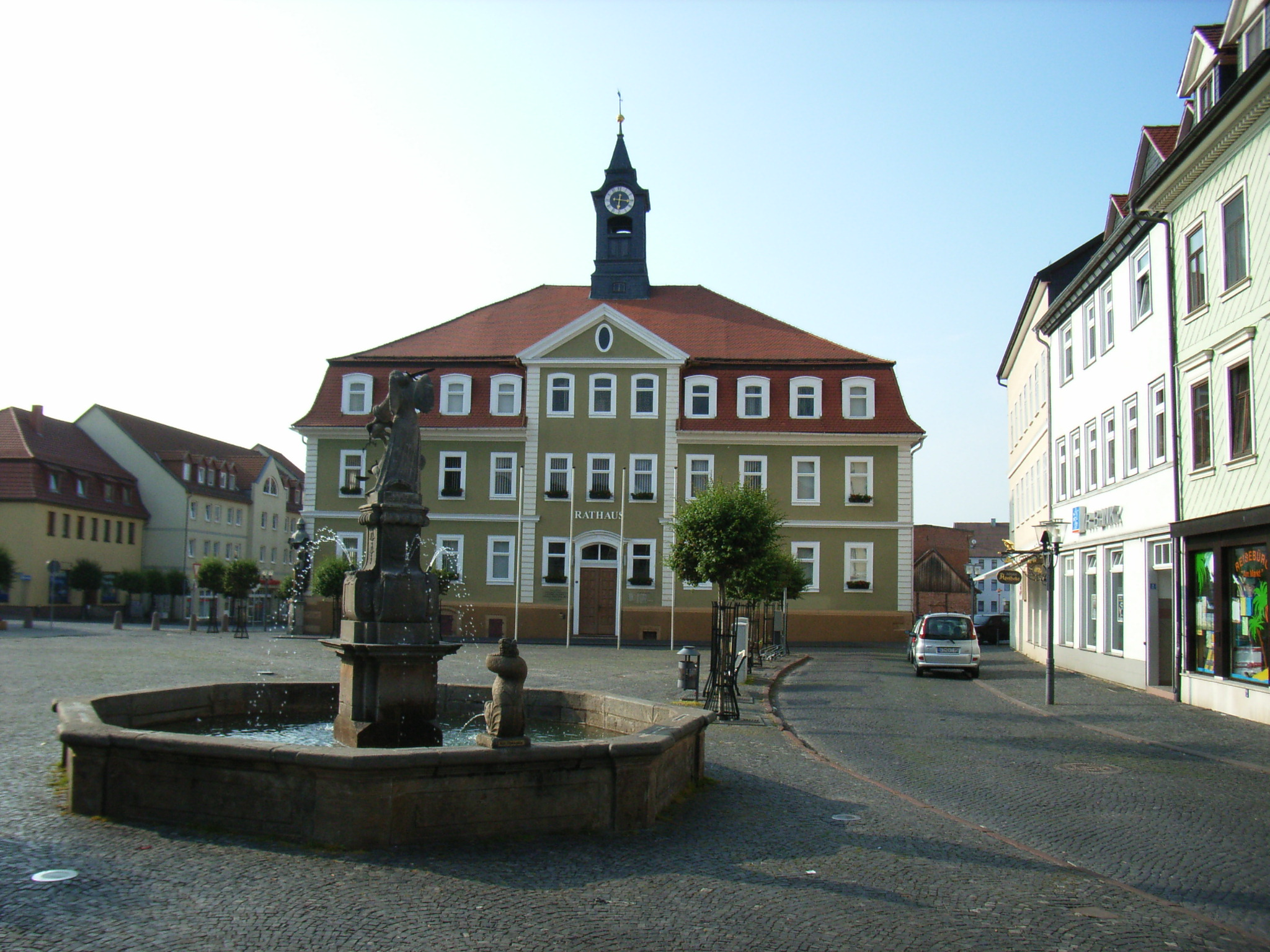
Ратуша

С 1949 по 1991 год в Ордруфе дислоцировалось управление 39-й гвардейской мотострелковой дивизии 8-й гвардейской общевойсковой армии (ГСВГ, ЗГВ).

Части дивизии, располагавшиеся в Ордруфе:
- Управление (штаб) дивизии (в/ч пп 38865);
- 120-й гвардейский мотострелковый полк (в/ч пп 83066);
- 585-й гвардейский мотострелковый полк (до 1989 года 15-й гвардейский танковый полк (в/ч пп 83086);
- 915-й зенитный ракетный полк (в/ч пп 38866);
- 154-й отдельный гвардейский батальон связи (в/ч пп 38844);
- 305-й отдельный батальон химической защиты (в/ч пп 17442) образован 1971 году, позывной-НИТРОЗНИК.первый командир майор Микульский С.;
- 1128-й отдельный батальон мапечения442 (в/ч пп 17445);
- 49-й отдельный ремонтно-восстановительный батальон (в/ч пп 19620);
- 33-й отдельный медицинский батальон (в/ч пп 38835).

А также:
- 390-я артиллерийская бригада (в/ч пп 17439, подчинялась управлению 8-й гвардейской общевойсковой армии).